# Wahler Berg, Hannepützheide und Martinsee
Das Naturschutzgebiet Wahler Berg, Hannepützheide und Martinsee liegt auf dem Gebiet der Stadt Dormagen im Rhein-Kreis Neuss in Nordrhein-Westfalen. Das Gebiet erstreckt sich nordöstlich der Kernstadt von Dormagen,  zwischen der B 9 im Westen und der westlichen Bebauungsgrenze von Zons.

## Beschreibung
Das etwa 91 ha große Gebiet wurde im Jahr 1982 unter der Schlüsselnummer NE-004 unter Naturschutz gestellt und umfasst folgende drei zusammenhängende Flächen
- das etwa 9 ha große FFH-Gebiet Wahler Berg – östlich an die B9 (Düsseldorfer Straße) angrenzend,
- die 49 ha große Hannepützheide im Osten einschließlich Verbindungsflächen zum Wahler Berg im Westen und
- den rund 33 ha großen Martinsee im Süden.

Wahler Berg
Das Gebiet ist eine natürliche Flugsand-Binnendüne (49 m ü. NN), die als seltenes Beispiel nicht aufgeforstet wurde und noch zum Teil im zentralen Teil besonders seltene Lebensraumtypen vorweisen kann: „Silbergrasfluren auf Dünenstandorten“ und „Trockenen Sandheiden“. Auf den offenen, unbewaldeten Sandflächen bilden Pionierpflanzen wie Silbergras und Sand-Straußgras lückenhafte Rasenstrukturen aus, in der auch Übergänge zu einer Zwergstrauchheide vorhanden sind. Im Süden und im Norden befindet sich alter, bodensaurer Eichenwald, wobei der Wald im Norden an die frühere Hudewaldwirtschaft und Niederwaldnutzung erinnert. Letzterer und der zentrale Offenland-Bereich wird mit Schafen beweidet. Im südlichen Teil des Wahler Berges gingen in den vergangenen 30 Jahren durch die Nichtbeweidung größere Heideflächenanteile verloren. Der Wahler Berg ist mit seinen offenen Sandflächen, Silbergrasfluren, Magerrasen und Heideflächen Heimat zahlreicher typischer Tierarten wie Zauneidechse, Sandlaufkäfer und Bienenwolf sowie Pflanzenarten wie Silbergras, Berg-Sandglöckchen, Frühe Haferschmiele und Bauernsenf.
Hannepützheide, nordwestlich angrenzendes Heide-/Grünland und am NSG Wahler Berg angrenzende Flächen
Die Hannepützerheide ist eine weitere, große Binnendüne, diese wurde aber im Unterschied zum Wahler Berg ab den 1950er Jahren mit Kiefern, Fichten und Eichen in ihrer Gesamtheit aufgeforstet. Die ehemals vorhandene Heidevegetation mit Calluna-Heide, Straußgras, Schafschwingel u. a. Tockenzeigern ist nur noch inselartig auf einigen Waldlichtungen vertreten. Auf der nordwestlich angrenzenden ehemaligen Acker- und Grünlandfläche hat sich eine vielfältige Vegetation mit offenen Magerrasen, Besenginsterbeständen und Gruppen von Pioniergehölzen gebildet, die u. a. Lebensräume für eine größere Zauneidechsenpopulation, erdgrabende und blütenbesuchende Insekten und Wiesenbrüter bietet. Die vorhandenen Kleingehölze sind geeignete Brutplätze für eine Reihe von Singvogelarten. Östlich und nördlich des NSG Wahler Berges wurde noch zwei kleinere Waldflächen in das NSG Hannepützheide einbezogen. Die nördliche Fläche an der B 9 besitzt mächtige, alte Hutewaldeichen auf. Auf der Südseite des NSG Wahler Berg ergänzen ehemalige Sandacker- und magere Grünlandflächen das NSG. Diese Flächen sollen durch gezielte Pflegemaßnahmen weiter in artenreichere Offenlandbiotope entwickelt werden. Für Goldammer, Gelbspötter, Sperber, Fitis und Baumpieper ist das Gebiet bereits ein Lebensraum geworden, Zauneidechse, Feldhase und Rebhuhn sollen ebenfalls dadurch gefördert werden.
Martinsee
Das etwa 33 ha große Gelände Martinsee besitzt eine Wasserfläche von 19 ha und war bis 2012 ein Nassabgrabungsgelände für Kies und Sand. Danach wurde es rekultiviert, ist abgezäunt und derzeit von einem Verein als Angelgewässer genutzt.  Das Gebiet besitzt ein hohes Entwicklungspotential für die Besiedlung von spezialisierten und seltenen Pflanzenarten. Es ist Lebensraum verschiedener am Wasser lebender Vogelarten, wie beispielsweise Flussregenpfeifer. Es besitzt Bedeutung für mausernde, rastende und durchziehende Vogelarten, darunter Singschwäne sowie verschiedene Enten- und Limikolenarten. Das Gebiet ist Lebensraum der Kreuzkröte und wichtiges, da einziges größeres Laichgewässer einer sehr großen Erdkrötenpopulation.

## Schutzziele
- Erhaltung,  Entwicklung und Wiederherstellung typisch ausgebildeter Sandtrockenrasen und Heiden auf Binnendünen;

- Erhaltung der Eichenniederwald-Bestände mit ihren eindrucksvollen, mehrstämmigen Hudeeichen als Kulturlandschaftsrelikt;

- Sicherung und Förderung der Zauneidechse;

- Wiederherstellung und Entwicklung des Abgrabungsgewässers und seines Umfeldes für den Biotop- und Artenschutz insbesondere für wassergebundene Tierarten (Amphibien, Fische, Vögel) und in den Bereichen trockener Böschungen für Arten der primären Dünenvegetation;

- Erhalt und Entwicklung der Wald-Heide-Komplexe unter Entwicklung der vorhandenen Heiderelikte und Wiederherstellung der naturnaher Eichen-Birken und Eichen-Buchenwälder;

- Wiederherstellung von Heideflächen auf den ackerbaulich genutzten und die Teilgebiete verbindenden Sandböden;

- Erhaltung und Optimierung eines artenreichen, reliktartigen Magergrünland- und Heidekomplexes mit eingestreuten Kleingehölzen als Lebensraum für Pflanzen und Tiere der Magerstandorte (Trittsteinbiotop) und Gebüsche.[1]

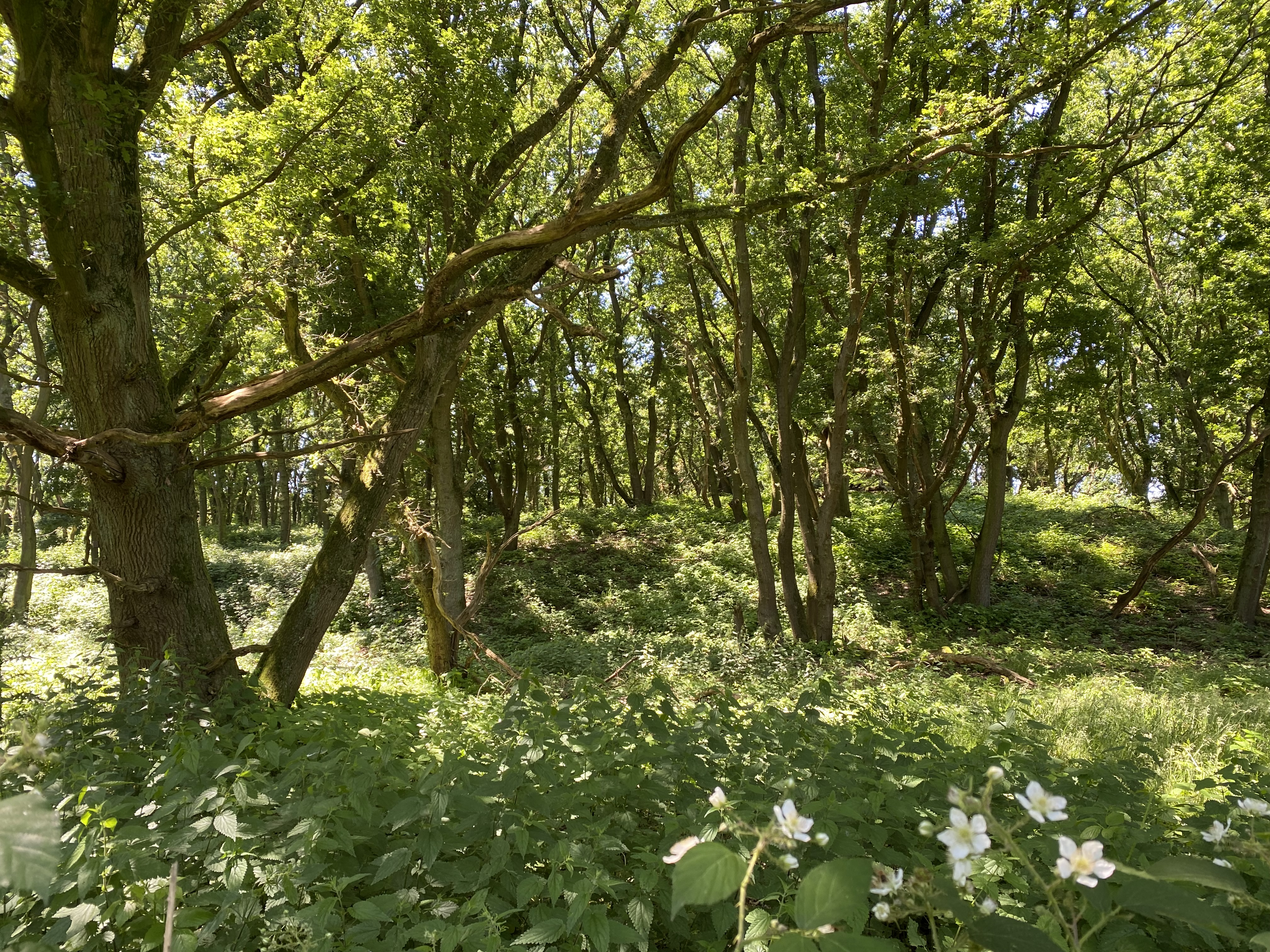
Bewaldeter Südteil der Binnendüne Wahler Berg
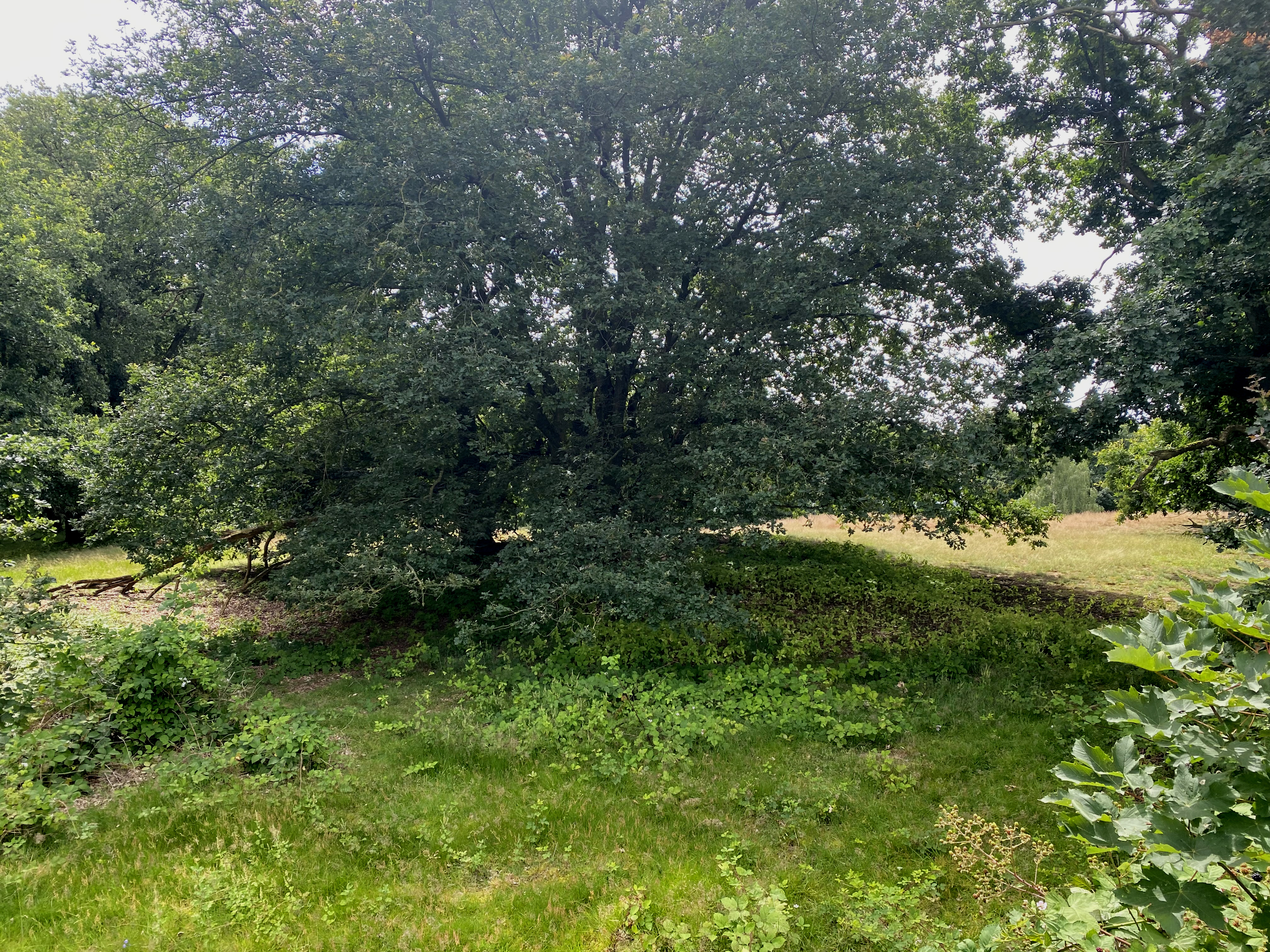
Dünen – teilweise bewaldet – am Wahler Berg
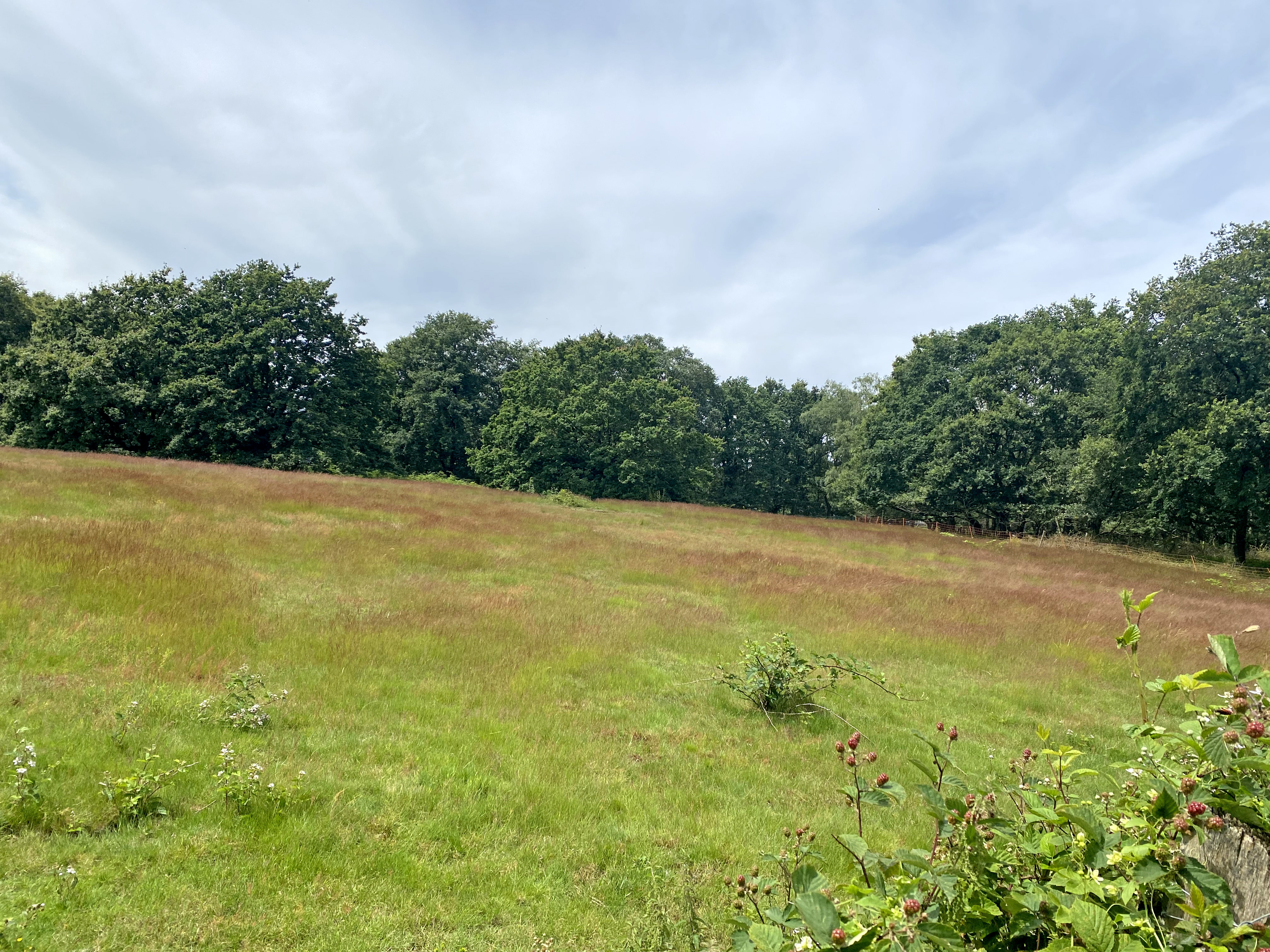
offene Heidefläche am Wahler Berg
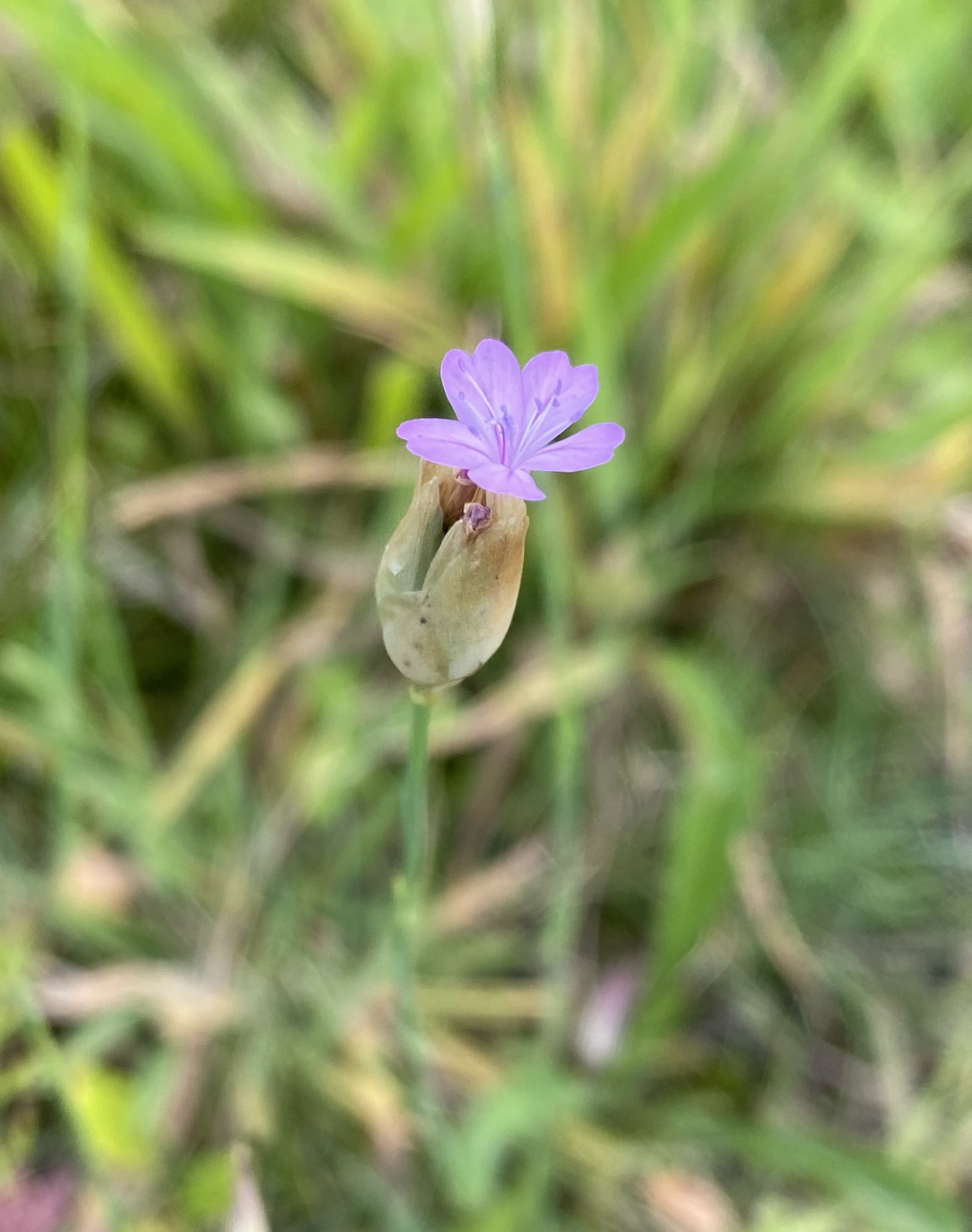
Sprossendes Nelkenköpfchen
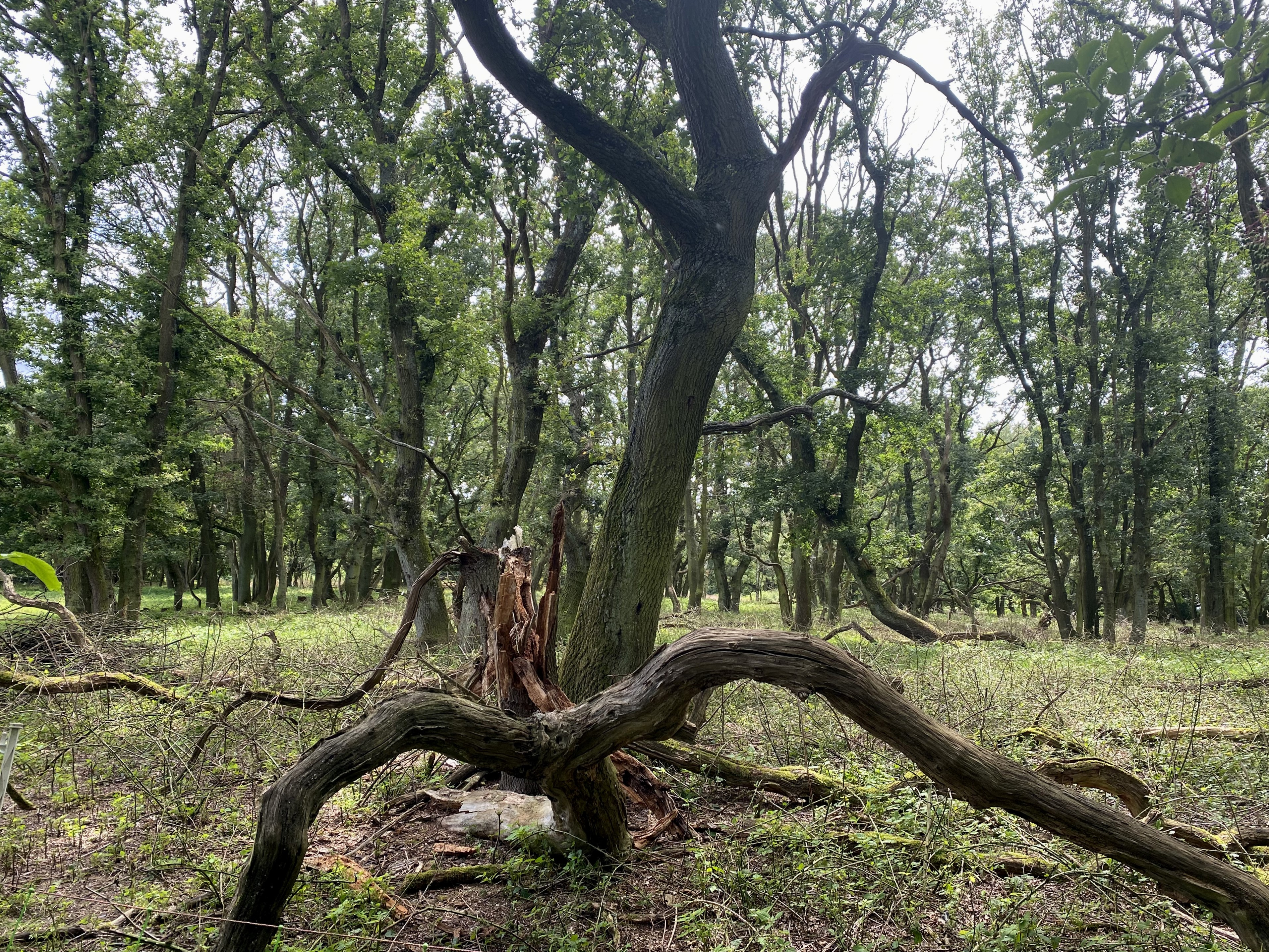
Hutewald im nördl. Bereich
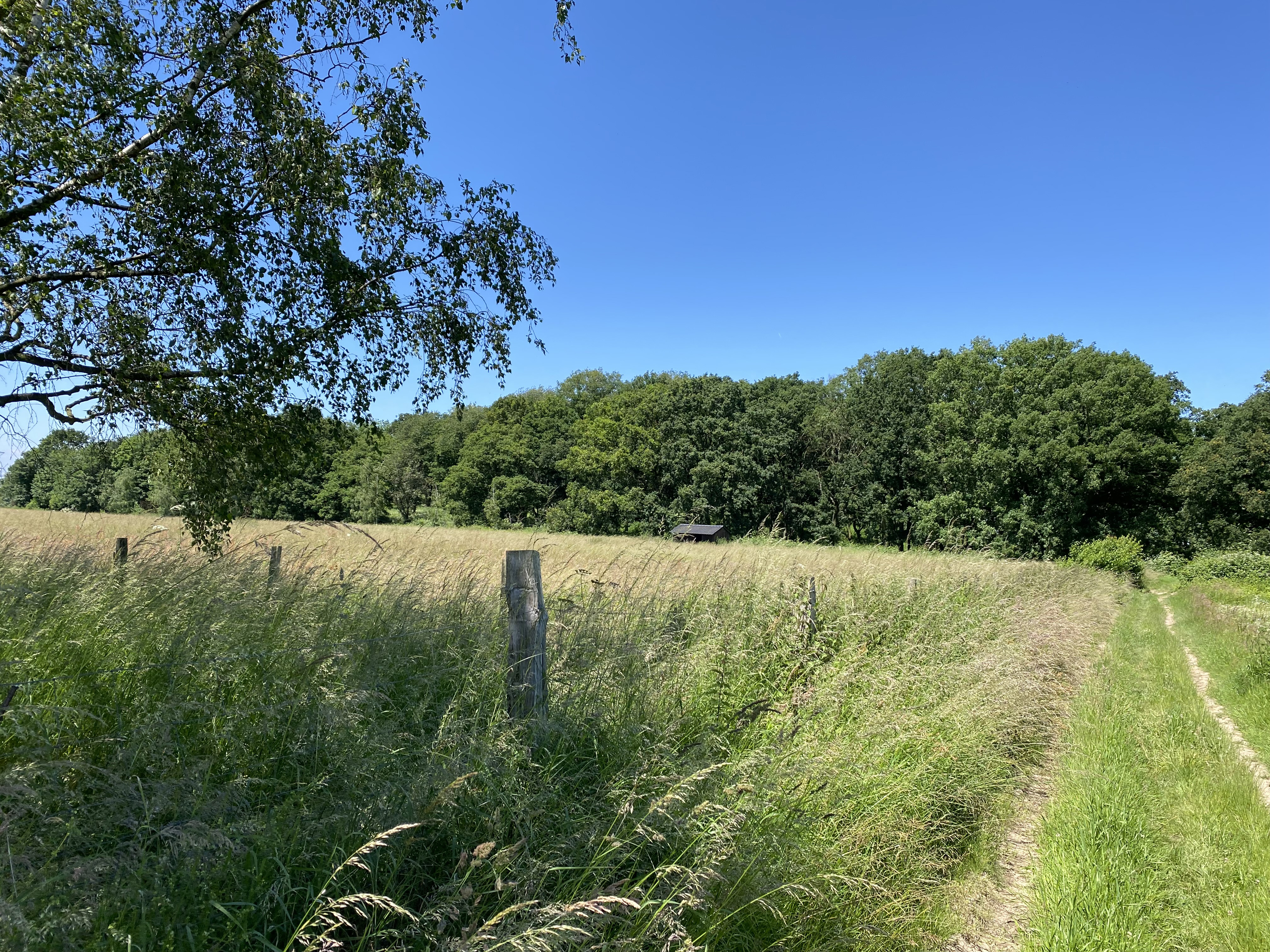
NSG Hannepützheide – südlich Wahler Berg (im Hintergrund)
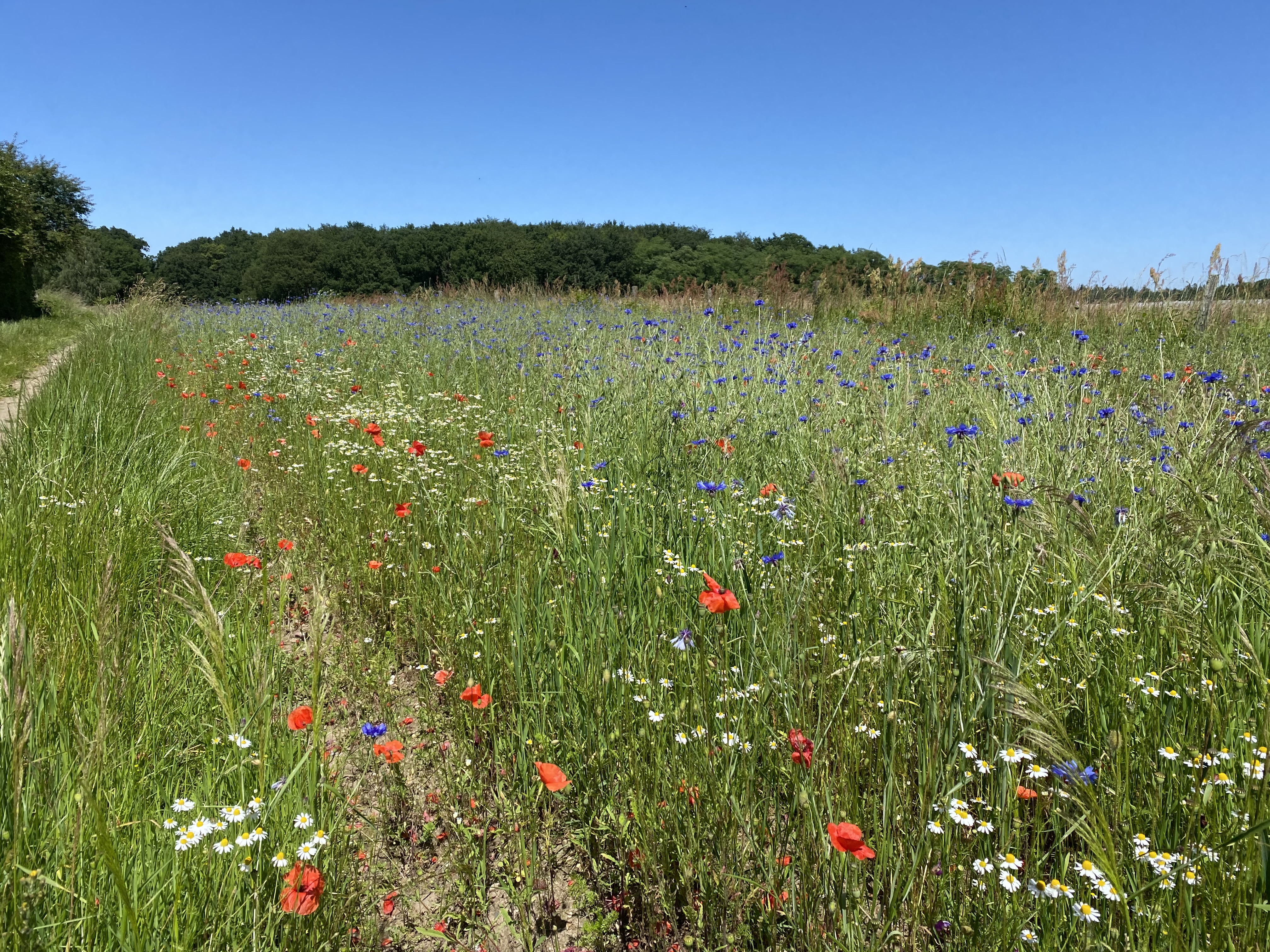
ehem. Sandacker südl. Wahler Berg – angereichert mit Wildblumen
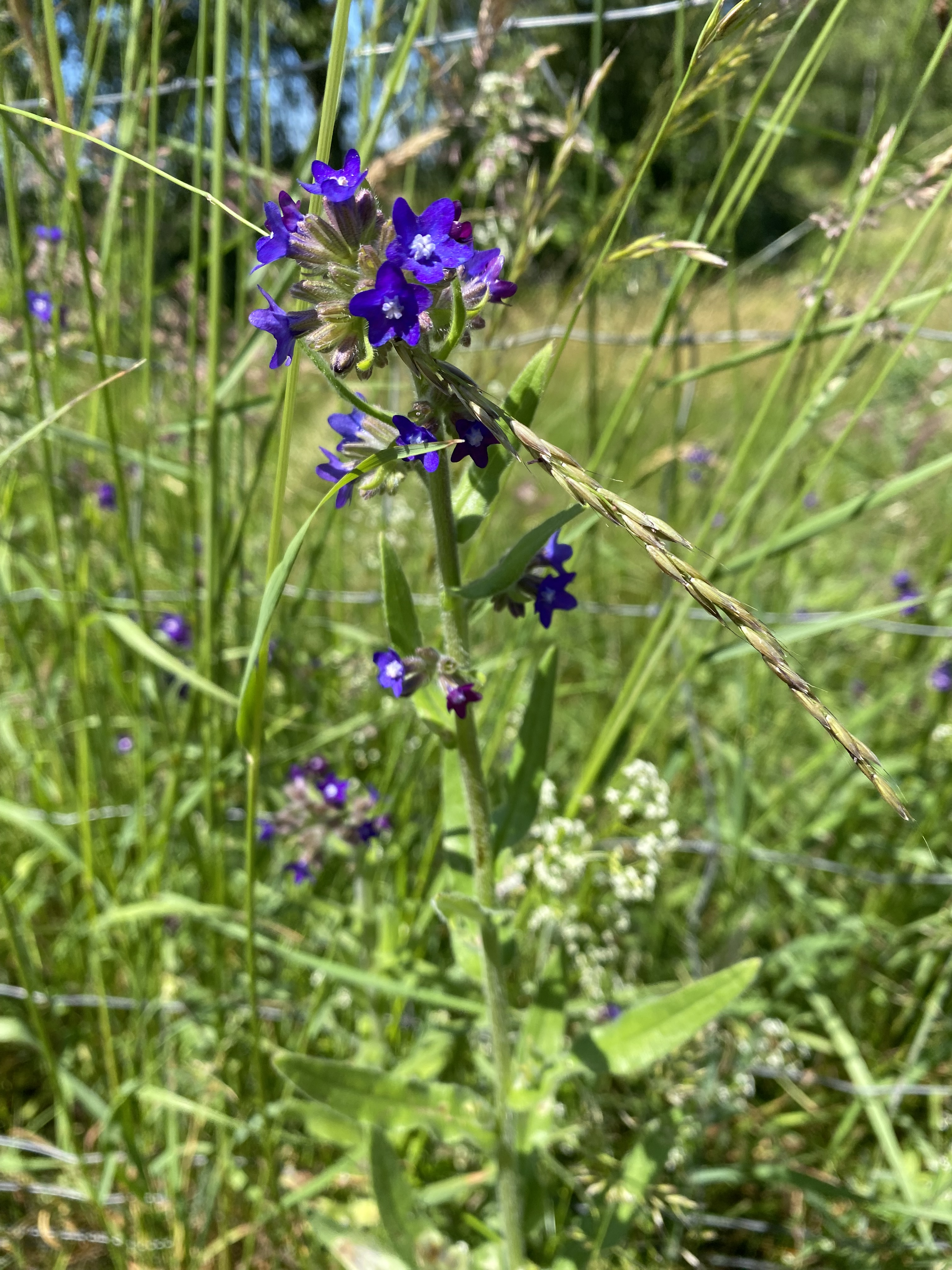
Gemeine Ochsenzunge – zeigt nährstoffarme, trockene Böden an
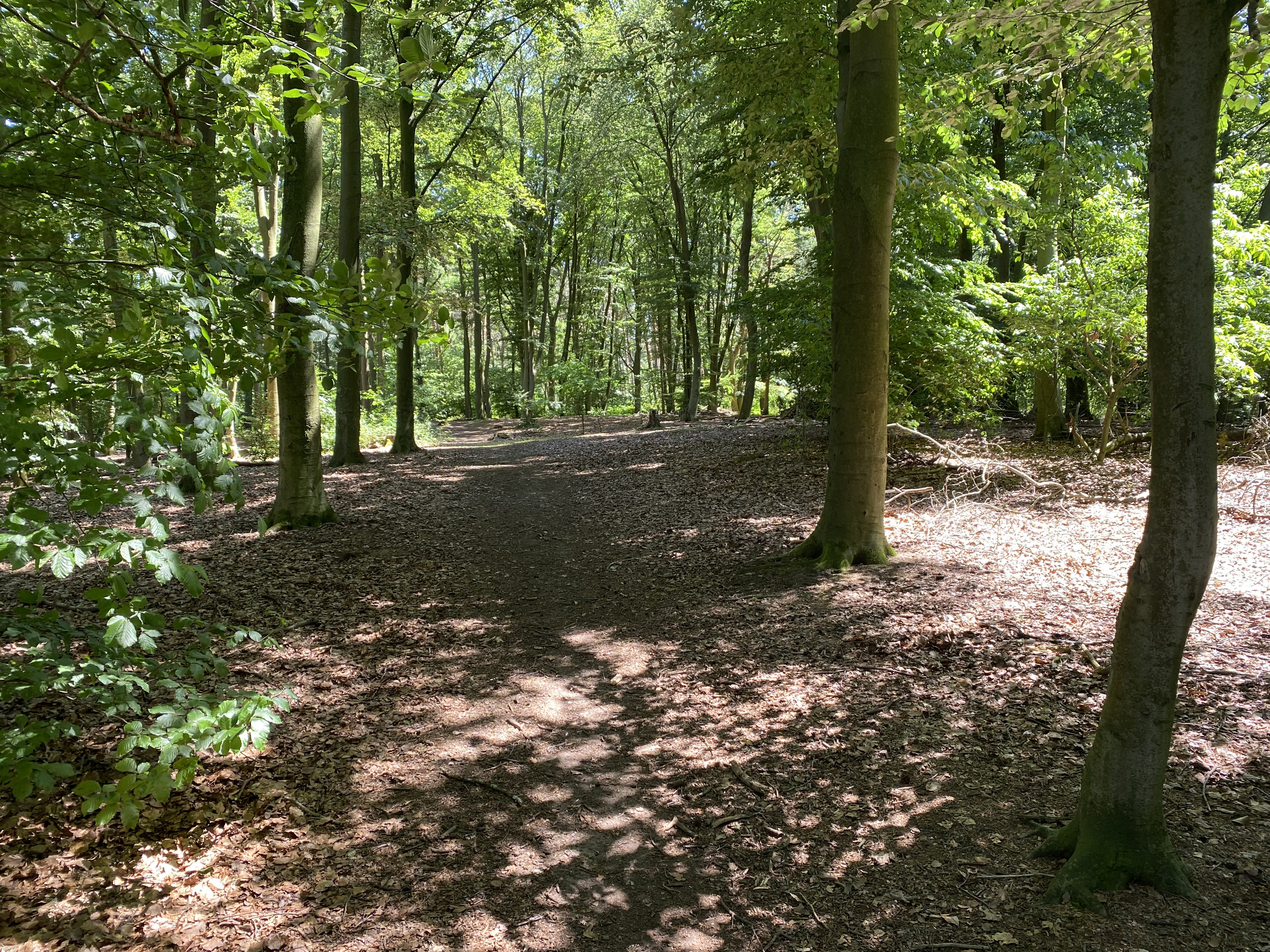
Aufgeforstete Binnendüne Hannepützheide
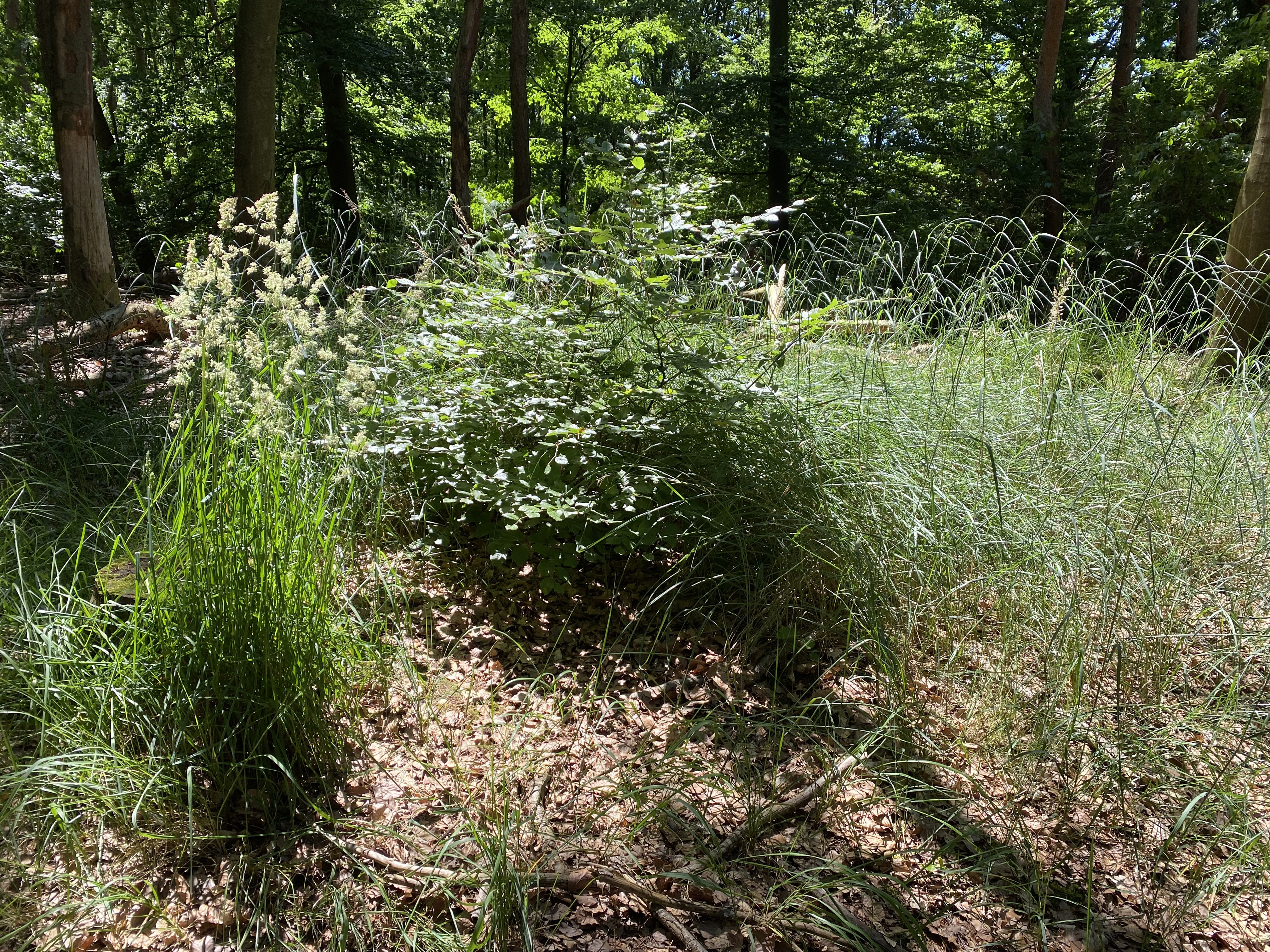
Kleine, sandige Lichtung mit Gräsern in der Hannepützheide